# Janko Janković
Janko Janković (Sinj, 14. siječnja 1963.) bivši je hrvatski nogometni reprezentativac.
Veći dio svoje karijere, čak devet sezona proveo je u španjolskim klubovima Real Valladolid, Real Oviedo i Hércules. Prije odlaska u Španjolsku po jednu sezonu je proveo u Solinu, Hajduku i RNK Splitu, a tri sezone u Rijeci. 
Statistika u Hajduku
| Natjecanje        | Nastupi | Zgoditci |
| ----------------- | ------- | -------- |
| Prvenstvo         | 2       | 0        |
| Kup               | 0       | 0        |
| Superkup          | 0       | 0        |
| Međunarodne       | 0       | 0        |
| Splitski podsavez | 0       | 0        |
| Ukupno            | 2       | 0        |
| Prijateljske      | 22      | 5        |
| Sveukupno         | 24      | 5        |

Janković ima i dva nastupa za hrvatsku reprezentaciju 1994. godine, u gostima protiv Mađarske (2:2) i u gostujućoj pobjedi protiv Španjolske (2:0).
Legendarni radijski reporter pokojni Ivo Tomić, poznat po svojim stihovima o nogometašima i prijenosima utakmica za Jankovića je često govorio: "Riječani, ako ste kod šanka, nazdravite za Janka!"